# Хан на хаджи Николи
Ханът на хаджи Николи е бивш хан с архитектурно-историческа стойност, сред главните забележителности на Велико Търново в миналото и днес.
Построен е от Никола Фичев (Колю Фичето, 1800 – 1880) на старата Самоводска чаршия (днес улицата „Георги Раковски“), на стръмен южен склон, в периода 1858 – 1862 г.
Той е ценен образец на монументалната обществена архитектура от късния период на Възраждането и безспорен архитектурен шедьовър. Значим е и поради факта, че е единственият оцелял хан от всичките 70-те хана, построени и съществували в Търново през годините.

## История
Сградата е направена по поръчка на известния търновски търговец и активен участник в борбата за църковна независимост хаджи Николи х. Димов Минчоолу, един от най-известните и изтъкнати личности на Търново през XIX век, търговец на кожи и кръстник на известния и изтъкнат Васил Карагьозов. Хаджи Николи е имал търговски къщи в Русе, Букурещ, Виена, Одеса, Цариград. Той е изключителен родолюбец. Изразходва почти цялото си богатство (над 500 000 златни гроша), за да подкрепя борбата на българите за църковна независимост.
В каменните стаи изтъкнатият търговец хаджи Николи складира манифактурни стоки, внасяни от Западна Европа и от Близкия изток, както и произведения на търновските майстори чохаджии, куюмджии, бакърджии и др. Сградата е била използвана за склад на стоки внасяни от Европа и близкия изток, на търновските занаятчии, а по-късно в него са били развити абаджийски и други работилници. В помещенията на югозападното приземно крило са се разполагали магазини. Няколко години преди Освобождението сградата е използвана като фабрика за преработка на тютюн, собственост на индустриалеца Славчо Хаджипаскалев. След Освобождението години наред отделните стаи са използвани за работилници от дребни занаятчии.
По плановата схема сградата на хана на хаджи Николи е с голям обем, разположена на стръмен терен с 9 метра разлика в котите на терена. Тесният надлъжен двор се огражда от три страни: от североизток с двуетажно крило с приземие, от югоизток – с едноетажно крило с приземие и от югозапад – с приземно ниво от магазини, дюкяни. Основанието, че е съществувало двуетажно крило и от северозапад е една стара снимка на Константин Иречек и подлежи на проучване. Североизточното и югоизточното крила са развити като при кервансараите с надлъжен ред от помещения, свързани с тесен коридор, отворен към вътрешния двор. Югозападното приземно крило, предвид начина му на градеж е строено по-късно и видоизменено, като се състои от ред помещения обърнати към улицата с проход към двора.
Конструкцията на всички крила е масивна, изградена от тухли, камък и желязо, съгласно изискванията по онова време за запазване на стоките и търговската продукция от пожар, на които много малко от сградите тогава са отговаряли. За същата цел и сигурност, всички прозорци в хана имат железни капаци, а вратите са изцяло железни в приземията или обшити с ламарина по етажите. Дюкяните са били затваряни с големи кепенци хармоники.
Стените са изградени от ломен и грубо обработен камък, подовете са от масивни, сравнително плоски тухлени засводявания. Всички стени са носещи, а при колонарните коридори вследствие на различните междуколонни разстояния, хоризонталните сили се поемат от обтегачи с квадратно сечение.
Ханът е сред най-големите постижения на Никола Фичето. Той е разполежен на стръмен и с малка дълбочина терен, със стъпаловидно оформени обеми, ажурно третирани фасади, характерни архитектурни мотиви с конкавни профили на корнизите, парапетите и каменния им цокъл, елептична линия на сводовете и арките. Каменният детайл на корнизите и капителите на колоните е стилизиран.
Ханът на хаджи Николи е претърпял няколко промени. През 1929 г. се засяга югозападното крило, за да се прокара улицата с габарит по плана от 1907 г. и построяването на Старата поща. Демонтираните каменни колони са били апликирани към стените на магазините, изграден бил каменен надзид с елептични слепи арки и дървена стреха и магазините били приспособени за гаражи. В някои от помещенията са били закрити сводовете и на подовете за настилка било поставено дюшеме с цел използването им за бекярски жилища.
През 1970 г. в сградата е подредена ескпозиция на Великотърновския музей „Възраждане“ до 1987 г., после основната сграда е предоставена на Националния музей на архитектурата, а дюкяните – на АЕК „Самоводска чаршия“.
През 1992 г. ханът е върнат на наследниците на хаджи Николи Минчович по реституционните закони.

## Днес
През 2006 г. д-р Васил Николиев, внук на хаджи Николи, продава хана на 77-годишния бивш офицер от американската армия Едмънд Бек.
Заедно с местния си съдружник Любомир Марков поема ангажимент да възстановят сградата. Още същата година започва реставрация и консервация на архитектурния паметник. В онзи момент комплексът се намира в окаяно състояние. 
Прочутите пясъчни колони и архитектурните орнаменти са възстановени по специална строителна технология. Външната фасада е запазена, вътрешността на сградата е променена и адаптирана към новата функция.
През 2010 г. „Хан Хаджи Николи“ печели специалната награда на журито в националния конкурс „Сграда на годината“ за инвестиция в опазване на културно-историческото наследство и „Наградата на публиката“.
През март 2010 г. „Хан Хаджи Николи“ отваря отново врати като обществена сграда. Днес комплексът се състои от ресторант с лятна градина във вътрешния двор, винен бар, кафене, изложбени зали с музейни експозиции на 2-рия етаж, картинна галерия на 3-тия етаж.